# Усть-Хойза
Усть-Хойза (хак. Хойзі) — аал в Аскизском районе Хакасии, находится в 48 км от райцентра — с. Аскиз. Расстояние до ближайшей ж.-д. ст. Аскиз 43 км. Число х-в 171, нас. 444 чел. (01.01.2004), в том числе хакасы, русские, немцы. В аале находятся нач. школа, ДК, фельдшерско-акушерский пункт.

## Население
| 2002 | 2010 |
| ---- | ---- |
| 428  | ↗437 |